# Марш (ледник)
Ледникът Марш (на английски: Marsh Glacier) е долинен ледник в Източна Антарктида, Земя Виктория, Бряг Шакълтън с дължина 110 km. Води началото си от Антарктическото плато и „тече“ на север между планините Милер на запад и Куин Елизабет на изток, части от Трансантарктическите планини. „Влива“ се от юг в ледника Нимрод.
Ледникът Марш е открит, изследван и топографски заснет от новозеландската антарктическа експедиция (1955 – 58), ръководена от Едмънд Хилари и е наименуван от него в чест на доктор Джордж Уолтър Марш (1925 – 1988), лекар на експедицията.
- Топографска карта на долната част на ледника Марш (в югозападния ъгъл на картата)
- Топографска карта на горната и средна част на ледника Марш